# Halodromus barbarae
Espèce
Halodromus barbarae est une espèce d'araignées aranéomorphes de la famille des Philodromidae.

## Distribution
Cette espèce se rencontre en Espagne, en Égypte, en Israël et en Arabie saoudite.

## Description
Les mâles mesurent  de 2,05 à 3,0 mm et les femelles de 2,6 à 5,1 mm.

## Étymologie
Cette espèce est nommée en l'honneur de Barbara Knoflach.

## Publication originale
- Muster, 2009 : The Ebo-like running crab spiders in the Old World (Araneae, Philodromidae). ZooKeys, no 16, p. 47-73 (texte intégral).